# Château d'Ernich
Le château d'Ernich (Schloss Ernich en allemand) est un château situé sur la rive gauche du Rhin à Remagen au sud de Bonn en Allemagne.

## Histoire
Le château d'Ernich a été construit entre 1906 et 1908 en style néobaroque, suivant la conception de l'architecte prussien, Ernst von Ihne. Il fut la résidence du haut commissaire français entre 1949 et 1955 et de l'ambassadeur de France de 1955 à 1999. C'est ici qu'eurent lieu les négociations sur la souveraineté de l'Allemagne avec Konrad Adenauer, après la Seconde Guerre mondiale.
En 1999, l'Ambassade déménagea à Berlin, mais la résidence à Remagen resta propriété de l'État français jusqu'en 2006, année de sa vente effective.